# Župnija Horjul
Župnija Horjul je rimskokatoliška teritorialna župnija dekanije Vrhnika nadškofije Ljubljana.

## Farne spominske plošče
V župniji Horjul so postavljene Farne spominske plošče, na katerih so imena vaščanov iz okoliških vasi (Horjul, Koreno, Ljubgojna, Podolnica, Samotorica, Vrzdenec in Zaklanec), ki so padli nasilne smrti na protikomunistični strani v letih 1942–1945. Skupno je na ploščah 121 imen.